# Ciamician-Pesci-Maske

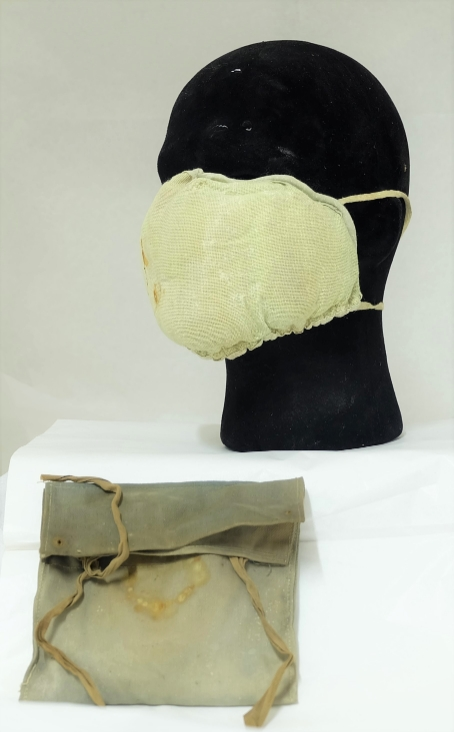
Erstes Modell der Ciamician-Pesci-Maske mit dazugehöriger Tasche

Die Ciamician-Pesci-Maske war die erste Atemschutzmaske, die vom Königlichen Italienischen Heer im Ersten Weltkrieg eingeführt wurde.

## Geschichte
Die Maske ist nach ihren beiden Erfindern benannt, den Chemikern Giacomo Luigi Ciamician und Leone Pesci. Sie wurde am 29. Mai 1915 nur wenige Tage nach dem italienischen Kriegseintritt den Militärbehörden vorgestellt. Etwas mehr als einen Monat, nach dem ersten Giftgaseinsatz im Ersten Weltkrieg durch deutsche Truppen an der Westfront.
Die Ciamician-Pesci-Maske lehnte sich an bereits von der französischen und britischen Armee eingeführte Modelle an. Sie wurde in kleinen Stückmengen an die französische Armee abgegeben und kam bei einem deutschen Gasangriff mit T-Stoff im Juni 1915 in den Argonnen zum Einsatz. Die Einführung neuer chemischer Kampfstoffe, allen voran Phosgen, ließ die Maske schnell nutzlos werden.
Dass die italienische Heeresleitung es zudem vernachlässigt hatte, die Truppe in der Abwehr von Gasangriffen ausreichend ausbilden zu lassen, sollte verheerende Folgen haben. Als die österreichisch-ungarische Armee am 29. Juni 1916 am Monte San Michele bei Görz erstmals auf breiter Front Giftgas, vermutlich Phosgen, einsetzte, traf es nicht nur schlecht ausgerüstete, sondern auch unzureichend ausgebildete italienische Soldaten. Nach italienischen Angaben forderte der Gasangriff auf italienischer Seite etwa 2700 Tote.

## Beschreibung
Die Schutzmaske basierte auf den im medizinischen Bereich verwendeten Tampons. Sie war eine monovalente Maske, da sie im Gegensatz zu den später eingeführten polyvalenten Modellen nicht vor allen Giftgasarten schützte. Sie bot lediglich Schutz vor Halogenen, hier vor allem Chlor und Brom, sowie vor sauren Gasgemischen.
Die Ciamician-Pesci-Maske besaß eine eiförmige Form und bedeckte den Mund und die Nase des Trägers. Ein erster Prototyp bestand aus zehn zusammengenähten Gazeschichten, mit einer Flanellschicht in der Mitte der Innenseite. Letztere verhinderte den direkten Hautkontakt mit einer Lösung aus Natriumcarbonat, Kaliumcarbonat und Natriumthiosulfat, mit der die Innenseite imprägniert war. Die Maske war mit zwei elastischen Bändern am Kopf befestigt. Mittels eines eingenähten Kupferdrahtes konnte die Maske etwas an die Gesichtsform ihres Trägers angepasst werden. Es gab auch ein Modell mit einer Schleife aus Baumwolle zum Umhängen.
Nach Tests durch das Inspektorat des militärischen Sanitätsdienstes wurden einigen Veränderungen vor der Einführung der Maske vorgenommen. Sie wurde verbreitert und mit einem stärker ausgeprägten Profil versehen. Statt der Flanellschicht war in der Innenseite ein Täschchen eingenäht worden, in dem ein mit Natriumthiosulfat und Kaliumcarbonat imprägnierter Baumwollstreifen steckte. Ein zusätzlich am unteren Maskenrand eingenähter Gummi, sollte verhindern, dass die Maske über den Mund rutschte.
Zum Schutz der Augen wurde die Maske mit einer separaten Schutzbrille ausgegeben. Die Brille besaß dicke Glasgläser mit runden Metallfassungen, die wiederum in einem breiten Lederstreifen eingelassen waren, der das Eindringen der chemischen Kampfstoffe verhindern sollte.
Maske und Brille wurde in einer Segeltuchtasche aufbewahrt, die an der Koppel des Soldaten befestigt war. In der Maskentasche befand sich ein Zettel mit der Gebrauchsanweisung und eine kleine Glasflasche mit der neutralisierenden Lösung, mit der die Maske nach jedem Gebrauch neu imprägniert werden musste. Nach Aussage von Professor Ciamician sollte die mit der neutralisierenden Lösung imprägnierte Maske ihrem Träger etwa eine Stunde lang Schutz bieten, bevor sie neu imprägniert werden musste.